# Tommy Lilja

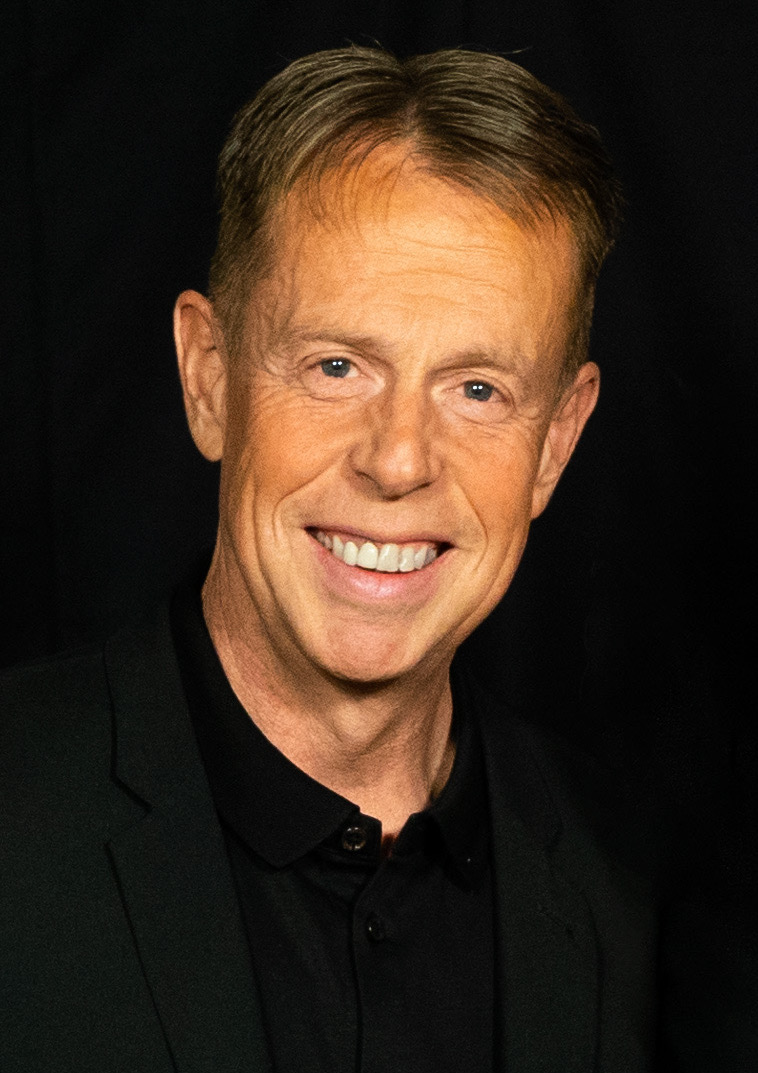
Tommy Lilja.

Tommy Lilja, född 16 september 1960 i Sölvesborg, är en svensk pastor och författare.

## Biografi
Lilja är (2021) föreståndare i Folkkyrkan i Sölvesborg, samt ledare och grundare för missionsorganisationen PTL Ministries. Lilja har under många år varit värd för TV-programmet Se och Tro som sänds på Kanal 10.
Han har skrivit flera böcker, där några är översatta till finska och engelska. Hans bok Du måste veta vad det är för att kunna göra något åt det (2018) berör balansgången mellan att leva i tro, men också vara uppriktig om mänsklig svaghet, smärta och tillkortakommanden. Han nämner särskilt egna erfarenheter av separationsångest, och har med boken velat lyfta samtalet om psykisk ohälsa inom frikyrkan.